# Impossible (canción de Shontelle)
«Impossible» —en español: «Imposible»— es una canción interpretada por el cantante británico James Arthur, versión del sencillo originalmente lanzado por la cantante Shontelle en el 2010. Arthur lanzó su versión el 9 de diciembre de 2012 como su sencillo ganador de The X Factor y más tarde la incluyó en su primer álbum de estudio James Arthur, de 2013. Además, la canción sirvió como sencillo caritativo y todo el dinero que recaudó fue donado a la asociación británica Together For The Short Lives, la cual ayuda a niños con baja esperanza de vida. La canción tuvo comentarios favorables por parte de los críticos musicales, quienes alabaron la voz de Arthur.
Asimismo, la canción recibió un premio en los Premios 40 Principales del 2013 en la categoría de mejor canción internacional. Igualmente, fue nominada a los BRIT Awards en la categoría de mejor sencillo, pero perdió ante «Skyfall» de Adele. Por otro lado, alcanzó la posición número uno en el Reino Unido, Irlanda y Eslovaquia, mientras que en Alemania, Australia, Austria, Bélgica, España, Francia, Hungría y Suiza estuvo entre los diez más vendidos de sus listas semanales.

## Antecedentes y composición
El 9 de diciembre de 2012, tras acabar The X Factor, Syco Music lanzó como sencillo la versión en estudio de la última interpretación de James Arthur en el programa, ya que él fue el ganador. Por reglas del programa, todo el dinero recaudado iría a alguna organización benéfica. Aún sin saber qué organización recibiría el dinero, James explicó que estaba bastante feliz por el hecho de que el dinero recaudado sería usado para una buena causa. Sobre la elección de Together For The Short Lives, el creador del programa Simon Cowell explicó que:

«Together For The Short Lives es una importante e inspiradora organización benéfica hecha para todos aquellos niños cuyas familias realmente necesitan ayuda y apoyo. Estoy muy feliz porque todo el dinero del sencillo ganador de The X Factor irá directamente a ellos».

La portada del sencillo es una imagen simple de James Arthur a blanco y negro. El resto del cuadro incluye el nombre del sencillo y los logotipos de The X Factor y Together For The Short Lives. La canción fue originalmente producida por Arnthor Birgisson, mientras que la versión de James, que incluye el cambio de voz y otros arreglos, fue producida por Graham Stack y Matt Furmidge. «Impossible» es una canción pop que cuenta con una duración de tres minutos con veintinueve segundos. De acuerdo con la partitura publicada por Nettwerk One Music (Canada) Inc. en el sitio web Musicnotes, la canción tiene un tempo moderato de 86 pulsaciones por minuto y está compuesta en la tonalidad de do menor. El registro vocal de James se mantiene en la nota si♭ mayor.

## Recepción

### Comentarios de la crítica y premios
«Impossible» contó con reseñas favorables por parte de los críticos musicales. El escritor Robert Copsey de Digital Spy le otorgó tres estrellas de cinco y aseguró que la canción es simplemente una recreación de una balada que ya era pésima. Su buena calificación se debió a que la balada fue «salvada por la temblorosa e increíble voz de Arthur», que es lo único que importa. Por su parte, Jeremy Williams de The Yorkshire Times lo calificó con tres puntos de cinco y comentó que si bien «Impossible» deja ver el «lado soul» de Arthur, el tono frustrado provoca que la canción carezca de emociones. Daniel Falconer de Female First le dio una calificación perfecta de cinco puntos y escribió:

«El gran talento y la voz ardiente que Arthur posee, logra brillar perfectamente a lo largo de la canción, la mejoraría de la versión original se nota a varias millas y demuestra por qué Arthur se coronó como el ganador de The X Factor [...] Justo cuando crees que el canturreo está llegando a su fin, los ritmos golpean nuevamente y el poder vocal de Arthur se destaca tanto que te provoca escalofríos por toda la columna vertebral [...] Este impresionante sencillo es sin duda el mejor sencillo ganador jamás salido de The X Factor, ni siquiera Leona Lewis y Alexandra Burke se comparan».

Por otro lado, a exactamente un mes de haberse lanzado, «Impossible» recibió la nominación al mejor sencillo británico en los BRIT Awards de 2013, categoría donde competía con numerosos éxitos en el Reino Unido como «Domino» de Jessie J, «Troublemaker» de Olly Murs y «Princess of China» de Coldplay. A pesar de ello, finalmente perdió ante «Skyfall» de Adele. Más tarde ganó la categoría de mejor canción internacional en los Premios 40 Principales de 2013, donde venció a temas como «Wake Me Up!» de Avicii, «Get Lucky» de Daft Punk y «Locked Out of Heaven» de Bruno Mars. Gracias al éxito que tuvo en España, Arthur fue nominado al mejor artista revelación, pero perdió ante Macklemore. Situación similar ocurrió en los NRJ Music Awards de 2014, donde Arthur también fue nominado al mejor artista revelación gracias al éxito de la canción en Francia, aunque allí sí ganó.

### Recibimiento comercial
Al poco tiempo de su lanzamiento, «Impossible» se convirtió en un éxito en gran parte del mundo. Luego de que James ganara The X Factor y lanzara la canción, esta rompió récords en ventas del Reino Unido. En tan solo veinticuatro horas, vendió más de 187 mil copias, lo que lo convirtió en el sencillo ganador de The X Factor más rápidamente vendido durante ese periodo de tiempo. Con 490 000 copias vendidas durante su semana debut, se convirtió en el sencillo más rápidamente vendido del 2012 y de la historia de los concursantes de The X Factor. Con todo, debutó en la posición número uno del UK Singles Chart. En menos de tres semanas vendió 897 000 copias solo en el Reino Unido, por lo que se convirtió en el quinto sencillo más vendido del año en el país, superando a grandes éxitos como «Gangnam Style» de PSY, «Starships» de Nicki Minaj y «Domino» de Jessie J. El 11 de enero de 2013, en su quinta semana a la venta, The Official UK Charts Company informó que la canción llegó al millón de copias en el Reino Unido, siendo la canción número 127 en lograrlo. Asimismo, se convirtió en el cuarto sencillo debut más vendido por un cantante salido de The X Factor. En Irlanda debutó en la posición número uno, y en menos de un mes fue el sencillo más vendido del 2012 en el país. Durante el 2013 sus ventas se mantuvieron, lo que permitió que fuese nuevamente uno de los sencillos más vendidos del año, esta vez ubicando la posición dieciséis.
En Alemania la canción llegó hasta la posición número cinco y recibió la certificación de platino por superar las 300 000 copias vendidas. En Austria y Suiza logró los puestos cinco y dos en sus listas semanales, respectivamente. Asimismo, obtuvo las certificaciones de oro y platino y fue uno de los veinte sencillos más vendidos del año en ambos países. En la región Flamenca de Bélgica alcanzó el número tres, mientras que en la región Valona el número siete. Con la suma de las ventas de ambas regiones, el sencillo pudo obtener un disco de platino por superar los 30 000 ejemplares vendidos. En las radios de Eslovaquia la canción se mantuvo en el primer lugar durante una semana, y dentro de los veinte primeros por varios meses. En la lista semanal de España, «Impossible» logró la segunda posición y se mantuvo dentro de la lista por cuarenta y cuatro semanas consecutivas. Con ello, logró la certificación de oro por vender 20 000 copias. En Hungría y Francia se ubicó en las posiciones número tres y seis, respectivamente. En territorios como Suecia y los Países Bajos la canción tuvo posiciones menores, mientras que en otros como Dinamarca, Finlandia, Italia y Noruega no pudo ingresar a sus listas. A pesar de que en Suecia su posición fue bastante baja, «Impossible» logró un disco de oro por vender 20 000 copias.
El éxito de la canción continuó en Oceanía. En Australia alcanzó la segunda posición de su lista semanal y se mantuvo veintiséis semanas dentro. Además de ello, la ARIA le otorgó cuatro discos de platino por vender más de 280 000 copias. Con todo, «Impossible» fue el décimo sencillo más vendido del 2013 en Australia. En Nueva Zelanda también fue número dos, y logró además tres discos de platino. Dadas sus altas ventas, pudo mantenerse un total de veinticuatro semanas dentro de su lista semanal y con ello fue la quinta canción más vendido del 2013 en el país. Al igual que en ciertos países de Europa, «Impossible» no ingresó a las listas de los Estados Unidos o países asiáticos como Japón. Aunque, logró entrar a la lista semanal de Canadá, pero no alcanzó una posición notable o alguna certificación.

## Formatos
- Descarga digital

| «Impossible» |              |          |  |
| N.º          | Título       | Duración |  |
| 1.           | «Impossible» | 3:29     |  |

- Sencillo en CD

| «Impossible» — Sencillo |                                                                |          |  |
| N.º                     | Título                                                         | Duración |  |
| 1.                      | «Impossible»                                                   | 3:29     |  |
| 2.                      | «Sexy and I Know It» (En vivo desde The X Factor)              | 3:19     |  |
| 3.                      | «Sweet Dreams (Are Made of This)» (En vivo desde The X Factor) | 3:35     |  |
| 4.                      | «Hometown Glory» (En vivo desde The X Factor)                  | 4:31     |  |

| «Impossible» — Maxi sencillo |                                               |          |  |
| N.º                          | Título                                        | Duración |  |
| 1.                           | «Impossible»                                  | 3:29     |  |
| 4.                           | «Hometown Glory» (En vivo desde The X Factor) | 4:31     |  |

## Posicionamiento en listas

### Semanales
| Alemania          | German Singles Chart     | 5  |
| Australia         | Australian Singles Chart | 2  |
| Austria           | Ö3 Austria Top 40        | 4  |
| Bélgica (Flandes) | Ultratop 50              | 3  |
| Bélgica (Valonia) | Ultratop 40              | 7  |
| Canadá            | Canadian Hot 100         | 84 |
| Escocia           | Scottish Singles Chart   | 1  |
| Eslovaquia        | Radio Top 100 Chart      | 1  |
| España            | Top 50 Canciones         | 2  |
| Francia           | French Singles Chart     | 6  |
| Hungría           | Single (Track) Top 10    | 3  |
| Irlanda           | Irish Singles Chart      | 1  |
| Nueva Zelanda     | NZ Top 40 Singles Chart  | 2  |
| Países Bajos      | Single Top 100           | 61 |
| Reino Unido       | UK Singles Chart         | 1  |
| Suecia            | Swedish Singles Chart    | 39 |
| Suiza             | Swiss Singles Chart      | 2  |

### Sucesión en listas
| Predecesor: «Tiny Dancer» de Varios Artistas       | Irish Singles Chart — Sencillo número uno 13 de diciembre de 2012 — 17 de enero de 2013    | Sucesor: «Scream & Shout» de Will.i.am y Britney Spears          |
| Predecesor: «Troublemaker» de Olly Murs            | Scottish Singles Chart — Sencillo número uno 22 de diciembre de 2012 — 12 de enero de 2013 | Sucesor: «Scream & Shout» de Will.i.am y Britney Spears          |
| Predecesor: «The Power of Love» de Gabrielle Aplin | UK Singles Chart — Sencillo número uno 22 de diciembre de 2012 — 29 de diciembre de 2012   | Sucesor: «He Ain't Heavy, He's My Brother» de Justice Collective |

### Certificaciones
| País          | Organismo certificador | Certificación | Unidades certificadas | Ref.   |
| ------------- | ---------------------- | ------------- | --------------------- | ------ |
| Alemania      | BVMI                   | Platino       | 400 000               | [ 26 ] |
| Australia     | ARIA                   | 5× Platino    | 350 000               | [ 42 ] |
| Austria       | IFPI — Austria         | Oro           | 15 000                | [ 29 ] |
| Bélgica       | BEA                    | Platino       | 30 000                | [ 34 ] |
| España        | PROMUSICAE             | Oro           | 20 000                | [ 36 ] |
| Francia       | SNEP                   | Oro           | 75 000                | [ 51 ] |
| Nueva Zelanda | RIANZ                  | 3× Platino    | 45 000                | [ 45 ] |
| Reino Unido   | BPI                    | 3× Platino    | 1 800 000             | [ 52 ] |
| Suecia        | GLF                    | Platino       | 40 000                | [ 41 ] |
| Suiza         | IFPI — Suiza           | 2× Platino    | 60 000                | [ 30 ] |

### Anuales
| País              | Lista                     | Mejor posición |      |      |      |      |      |
| 2012              | 2012                      | 2012           | 2012 | 2012 | 2012 | 2012 | 2012 |
| ----------------- | ------------------------- | -------------- | ---- | ---- | ---- | ---- | ---- |
| Reino Unido       | UK Singles Chart          | 5              |      |      |      |      |      |
| Irlanda           | Irish Singles Chart       | 1              |      |      |      |      |      |
| 2013              |                           |                |      |      |      |      |      |
| Australia         | Australian Singles Chart  | 10             |      |      |      |      |      |
| Austria           | Ö3 Austria Top 40         | 15             |      |      |      |      |      |
| Bélgica (Flandes) | Ultratop 50               | 17             |      |      |      |      |      |
| Bélgica (Valonia) | Ultratop 40               | 16             |      |      |      |      |      |
| Francia           | French Singles Chart      | 17             |      |      |      |      |      |
| Irlanda           | Irish Singles Chart       | 16             |      |      |      |      |      |
| Nueva Zelanda     | New Zealand Singles Chart | 5              |      |      |      |      |      |
| Suiza             | Swiss Singles Chart       | 7              |      |      |      |      |      |